# Museo del Prado
Il Museo del Prado è uno dei musei più importanti del mondo e si trova a Madrid in Spagna. Vi sono esposte opere dei maggiori artisti italiani, spagnoli e fiamminghi, fra cui Beato Angelico, Andrea Mantegna, Raffaello Sanzio, Hieronymus Bosch, Rogier van der Weyden, Bruegel il Vecchio, El Greco, Peter Paul Rubens, Tiziano, Caravaggio, Diego Velázquez, Rembrandt, Francisco Goya.
Il Museo del Prado, insieme al Museo Thyssen-Bornemisza e al Museo Nacional Centro de Arte Reina Sofía, formano il Triangolo d'oro dell'arte, iscritto tra i Patrimoni dell'umanità dell'UNESCO nel 2021.

## Storia
L'edificio che ospita il Museo del Prado fu voluto da Carlo III di Spagna, come il Gabinete de Historia Natural, insieme ad una serie di istituzioni di carattere scientifico situate nel progetto di riurbanizzazione chiamato Salón del Prado. A tal fine, Carlo III poté fare affidamento su uno dei suoi architetti preferiti, Juan de Villanueva, autore, oltre che della sede del Museo, del vicino giardino botanico.
Il progetto architettonico della pinacoteca attuale venne approvato nel 1786 da Carlo III, rivelandosi il culmine della carriera di Villanueva ed uno dei vertici del neoclassicismo spagnolo, benché, data la lunga durata delle opere e delle successive modifiche, il risultato definitivo si allontanerebbe abbastanza dal disegno iniziale.
Sebbene la costruzione si svolga durante i regni di Carlo III e Carlo IV, al suo completamento, all'inizio del XIX secolo, la venuta delle truppe francesi in Spagna e la successiva guerra di indipendenza lasciarono tracce pesanti nell'edificio, che era destinato a fini militari (caserma della cavalleria), arrivando quasi alla distruzione totale. Solo grazie all'interesse manifestato da Ferdinando VII e, soprattutto, della sua seconda moglie Maria Isabella di Braganza a partire dal 1818 inizia il suo recupero della struttura sulla base di nuovi disegni proprio del Villanueva, sostituito alla morte dal suo discepolo Antonio López Aguado.
La prima denominazione del museo, Museo Real de Pinturas, venne attribuita il 19 novembre 1819, mettendo in mostra alcune delle migliori opere della Collezione Reale Spagnola, trasferite dai vari siti reali. Il salone ovale (l'attuale Sala di Velázquez), che a quel tempo aveva un balcone da cui si poteva vedere la galleria della scultura del piano sottostante, verrà battezzato, in seguito, in riconoscimento al suo lavoro. In questo periodo il museo conta 3 sale e 311 quadri, tuttavia negli anni successivi si aggiungeranno nuove sale ed opere d'arte, rendendolo indipendente dall'aggregazione con i fondi del polemico Museo de la Trinidad, creato a partire da opere d'arte sequestrate in virtù della Desamortización di Mendizábal (1836) e fuso con il Prado nel 1974.

## Descrizione dell'edificio di Villanueva

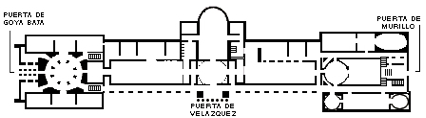
Pianta dell'edificio di Villanueva

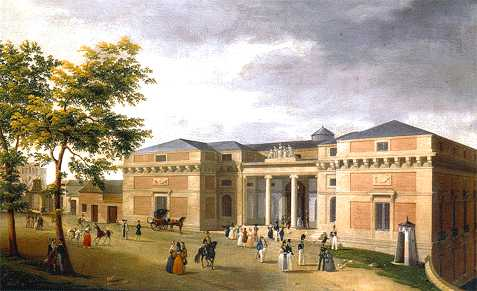
Vista originale della facciata nord del Museo del Prado (Entrata al Museo reale dal lato di San Jerónimo, di Fernando Brambila)

L'edificio è composto da un corpo centrale, fiancheggiato da gallerie allungate che finiscono in baldacchini quadrati, il suo interno ospita le rotonde. Il corpo centrale si distingue in una costruzione di sei colonne in ordine tuscanico, una trabeazione, una cornice ed un attico.
Le due gallerie laterali si estendono per due piani: quello inferiore con finestroni profondi ed allungati che finiscono in un arco a mezzo punto e quello superiore costituito da una galleria di colonne ioniche (oggi esiste un terzo piano ricavato, opera posteriore).
La facciata nord ha un portico con colonne ioniche sovrastate da una trabeazione. Questa facciata corrisponde alla seconda pianta dell'edificio. Quando questo venne costruito, la prima pianta si trovava, da questo lato, sotto il livello del terreno, che a quell'epoca scendeva in una piccola costa fino alla passeggiata del Prado. Più tardi il dislivello venne distrutto fino a ridurlo alla stessa altezza del suolo reale del monumento, per cui fu necessario costruire una scalinata per l'accesso (1882).
La facciata sud (che dà sulla piazza di Murillo, di fronte al giardino botanico) ha un'anticamera di accesso all'interno ed una loggia, o galleria, con sei colonne di ordine corinzio sulle quali poggia una trabeazione. L'interno dell'edificio si sviluppa nelle sue sale centrali. Nella parte nord c'è una rotonda con otto colonne ioniche, la cui volta è decorata a cassettoni.
All'esterno, sulla facciata che dà sul Paseo del Prado, si trova la Porta di Velázquez, con un frontone di ordine dorico che incorpora il rilievo dell'attico, le statue ed i medaglioni allegorici del re Fernando VII protettore delle scienze, delle arti e della tecnica. Di fronte a questa porta si trova la statua di Velázquez, opera dello scultore Aniceto Marinas. Il piedistallo, di Vicente Lampérez, riporta la dedica a "Gli artisti spagnoli, per iniziativa del Círculo de Bellas Artes, 1899". Questo monumento venne inaugurato il 14 giugno dello stesso anno, alla presenza della regina reggente e di Alfonso XIII. Fu una cerimonia molto commovente, durante la quale si rese omaggio e riconoscimento al grande pittore Velázquez ed alla pittura spagnola. Oltre ai re, accorsero alla celebrazione:
- I pittori Jean-Paul Laurens e Crolus Durand come delegati di Francia, i quali depositarono corone e nastri con i colori francesi, si cui si poteva leggere: Au grand Velázquez, les peintres français.
- Gli ambasciatori di Austria e Germania.
- Edward Poynter, direttore della Royal Academy e National Gallery di Londra.
- Mariano Benlliure in nome degli artisti di Roma.
- Rappresentanza dell'Accademia delle belle arti e della Giunta di Siviglia.
- Associazione degli scrittori ed artisti.
- Scuola di belle arti di Madrid, Barcellona e Valladolid.
- Società di architettura, Giunta, Deputazione e Circolo delle belle arti di Madrid.

## Opere maggiori

Il 3 maggio 1808 (Francisco Goya)

### Scuola spagnola
Pedro Berruguete
- San Domenico e gli albigesi, 1493-1499

Jerónimo Cósida
- Noli me tangere, 1570

Juan Martín Cabezalero
- Assunzione della Vergine, 1665 circa

Juan Vicente Macip
- Ultima Cena, 1555 - 1562 circa

Francisco Goya
- Ritratto dei duchi di Osuna con i figli, 1788
- Il fantoccio, 1791-1792
- Ritratto del duca de Alba, 1795
- La famiglia di Carlo IV, 1800-1801
- Il colosso, 1808-1812
- Il 3 maggio 1808, 1814
- La maja vestida, 1800
- La maja desnuda, 1800
- La marchesa di Santa Cruz, 1805
- Duello rusticano, 1820–1821
- Saturno che divora i suoi figli, 1819-1823

Jusepe de Ribera
- Democrito
- Isacco e Giacobbe
- Il martirio di san Filippo
- Il sogno di Giacobbe
- La Trinità
- La Maddalena
- La resurrezione di Lazzaro
- Sant'Andrea, 1631 circa
- San Paolo eremita
- San Pietro liberato da un angelo
- Duello tra donne

El Greco
- Fuga in Egitto, 1570 circa
- Trinità, 1577-1579
- San Benedetto 1577-1579
- Velo della Veronica, 1586-1595
- Sant'Andrea e san Francesco 1595 circa
- Vergine Maria, 1597
- La crocefissione, 1597-1600
- Battesimo di Cristo 1597-1600
- La resurrezione, 1597-1600
- Pentecoste, 1600 circa
- San Francesco in estasi, 1600
- San Giacomo il Maggiore, 1608-1614
- Salvatore, 1608-1614
- Adorazione dei pastori, 1612-1614 circa
- L'annunciazione

Luis de Morales
- Madonna del Latte, 1565 circa

Murillo

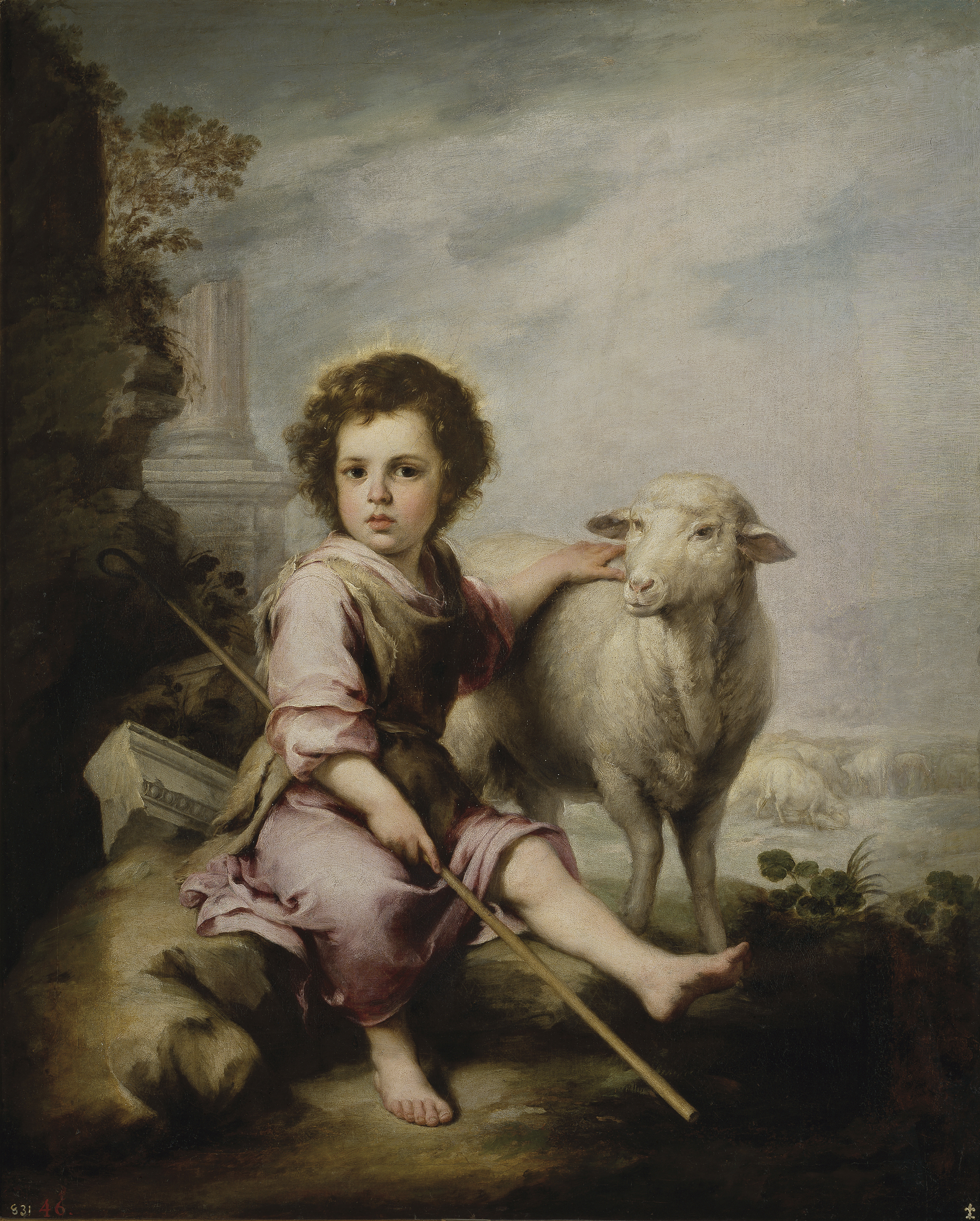
Buon Pastore, (Murillo)

- L'apparizione della Vergine a san Bernardo
- Buon Pastore, 1660
- Natività della Vergine, 1661
- Immacolata Concezione dell'Escorial, 1660-1665
- Bambini della conchiglia, 1670
- Visione di sant'Antonio da Padova, 1656
- Immacolata Concezione di Los Venerables, 1678
- Martirio di san Andrea
- L'Annunciazione
- Sacra Famiglia col cagnolino, 1650
- Madonna del Rosario, 1650-1655
- Madonna del Tovagliolo, 1666
- San Francesco abbraccia Cristo crocifisso, 1668-1669
- Galiziane alla finestra, 1670
- Bambini che mangiano un dolce, 1670-1675
- Immacolata Concezione, 1665 -1675
- Immacolata Concezione di Aranjuez, 1675 circa
- Cristo crocifisso, 1675
- Cristo crocifisso, 1677
- Due Trinità, 1680

Bartolomé González y Serrano
- Retrato ecuestre de la reina Margarita

Diego Velázquez
- Adorazione dei Magi, 1619
- La fucina di Vulcano (Velázquez)
- Le filatrici (Velázquez)

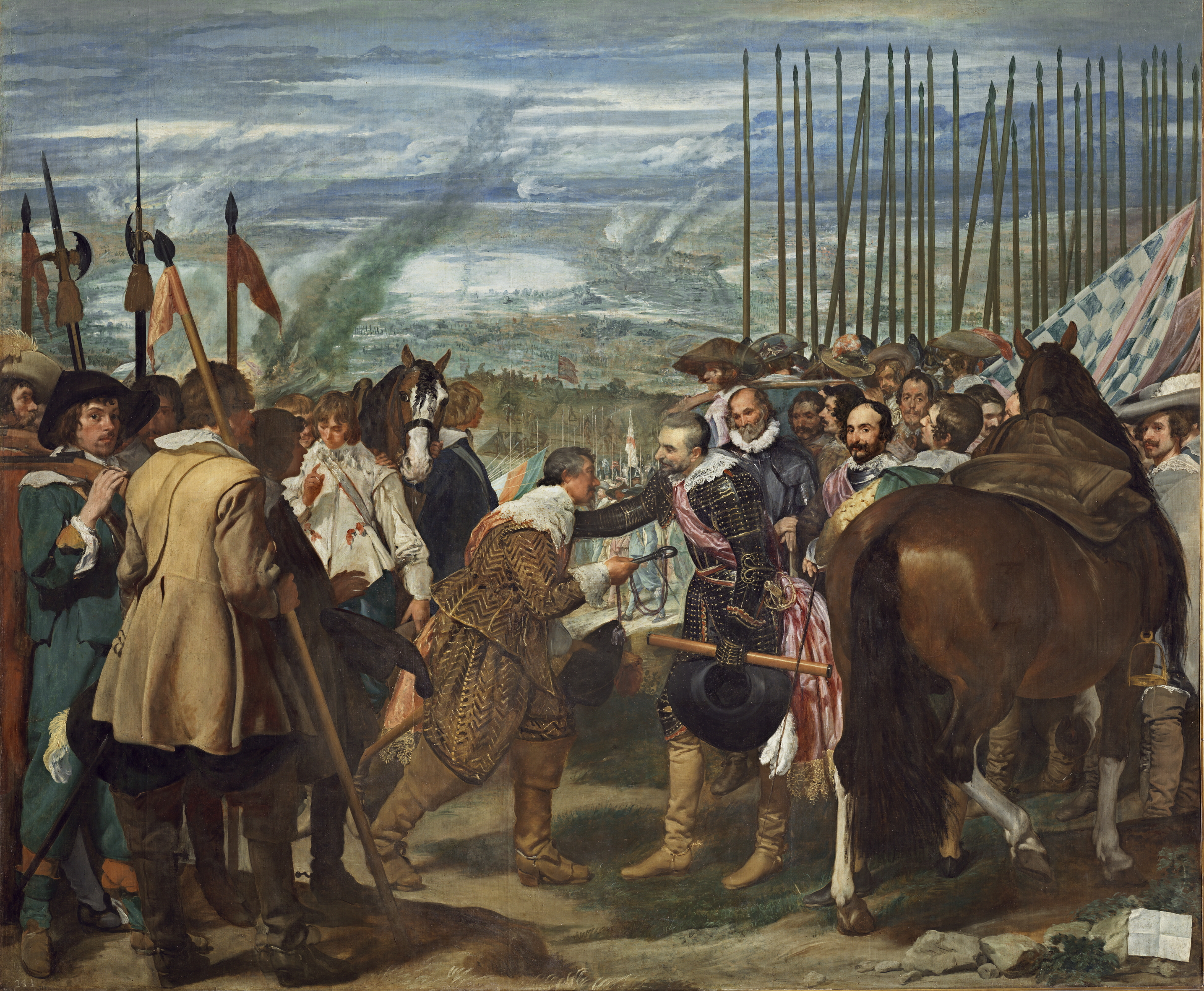
La resa di Breda (Diego Velázquez)

- Ritratto d'uomo (Francisco Pacheco?), 1620
- Ritratto di giovane (Autoritratto?), 1623
- Ritratto di Filippo IV da giovane, 1624 circa
- Trionfo di Bacco (I bevitori), 1628-1629
- Crocifisso in un paesaggio, 1631
- Cristo crocifisso, 1631
- Pablo de Valladolid (o il comico), 1632-1633
- Ritratto di Don Juan de Austria, 1632-1633
- Ritratto del Conte Duca di Olivares a cavallo, 1634
- Ritratto di Filippo IV cacciatore, 1634-1635
- La resa di Breda, 1634-1635
- Santi Antonio Abate e Paolo Eremita, 1634-1660
- Ritratto del principe Baltasar Carlos a cavallo, 1635 circa
- Ritratto di scultore, 1635-1636
- Juan Calabazas detto "Calabacillas", 1638-1639
- Menippo, 1639-1642
- Esopo, 1639-1642
- Marte, 1640
- Nano con cane, 1640-1645
- Incoronazione della Vergine, 1641-1644 circa
- Francisco Lezcano, detto Il ragazzo di Vallecas, 1642
- Ritratto di Diego de Acedo, el Primo, 1644
- Ritratto di Sebastian de Morra, 1644 circa
- Ritratto di Juan Francisco de Pimentel conte di Benavente, 1648
- Padiglione di Arianna nel giardino di Villa Medici a Roma, 1650 circa
- Entrata della grotta nel giardino di Villa Medici a Roma, 1650 circa
- Ritratto di Maria Anna d'Austria, 1652-1653
- Ritratto di Filippo IV, 1655
- Las Meninas, 1656
- Mercurio e Argo, 1659
- Ritratto dell'Infanta doña Margherita d'Austria, 1660 circa

### Scuola italiana
Beato Angelico
- Madonna della melagrana (Madonna Alba)
- Annunciazione, 1435 circa

Andrea del Sarto
- Madonna della Scala, 1522-1523 circa
- Sacrificio di Isacco, 1527-1530 circa

Antonello da Messina
- Cristo in pietà e un angelo, 1476-1478

Giovanni Bellini
- Madonna col Bambino tra le sante Maria Maddalena e Orsola, 1490

Bonifacio Veronese
- Adorazione dei pastori, 1540-1545

Sandro Botticelli
- Nastagio degli Onesti, primo episodio, 1483
- Nastagio degli Onesti, secondo episodio, 1483
- Nastagio degli Onesti, terzo episodio, 1483

Annibale Carracci
- Assunzione della Vergine, 1587-1590
- Venere, Adone e Cupido, 1595 circa

Correggio
- Madonna col Bambino e san Giovannino, 1518
- Noli me tangere, 1523-1524 circa

Federico Barocci
- Natività, 1597

Caravaggio
- Davide e Golia, 1597–1598

Artemisia Gentileschi
- Nascita di san Giovanni Battista, 1633-1635 circa

Luca Giordano
- Disfatta di Sisera, 1692 circa
- Maddalena penitente, 1660-1665 circa

Corrado Giaquinto
- Allegoria della Giustizia e della Pace, 1753-1754
- Pentecoste, 1740 circa
- Pietà, 1756

Daniele Crespi
- Pietà, 1626

Giulio Romano

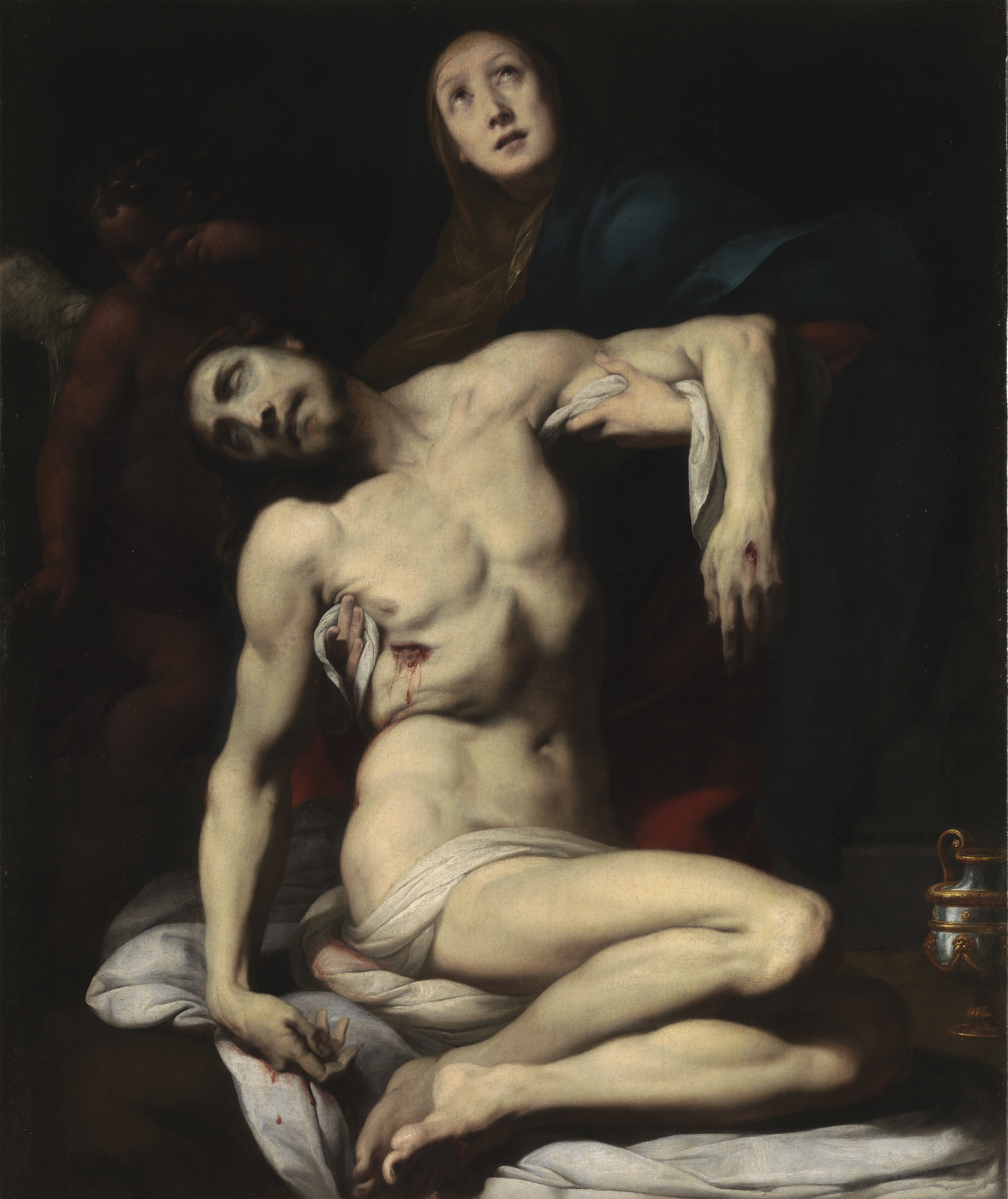
La Pietà (Daniele Crespi)

- La Perla (su disegno di Raffaello), 1522-1523 circa

Lorenzo Lotto
- Ritratto di Marsilio Cassotti e della sua sposa Faustina, 1523

Andrea Mantegna
- Morte della Vergine, 1462

Parmigianino
- Santa Barbara, 1523 circa
- Sacra Famiglia con angeli, 1524 circa
- Ritratto di Pier Maria Rossi di San Secondo, 1534 circa
- Ritratto di Camilla Gonzaga coi tre figli (attr.), 1534 circa

Raffaello Sanzio
- Sacra Famiglia con l'agnello, 1507 circa
- Ritratto di cardinale, 1510-1511 circa
- Madonna del Pesce, 1514 circa
- Spasimo di Sicilia, 1517
- Visitazione, 1517 circa
- Sacra Famiglia sotto la quercia, 1518,
- Madonna della Rosa, 1518

Tiziano Vecellio

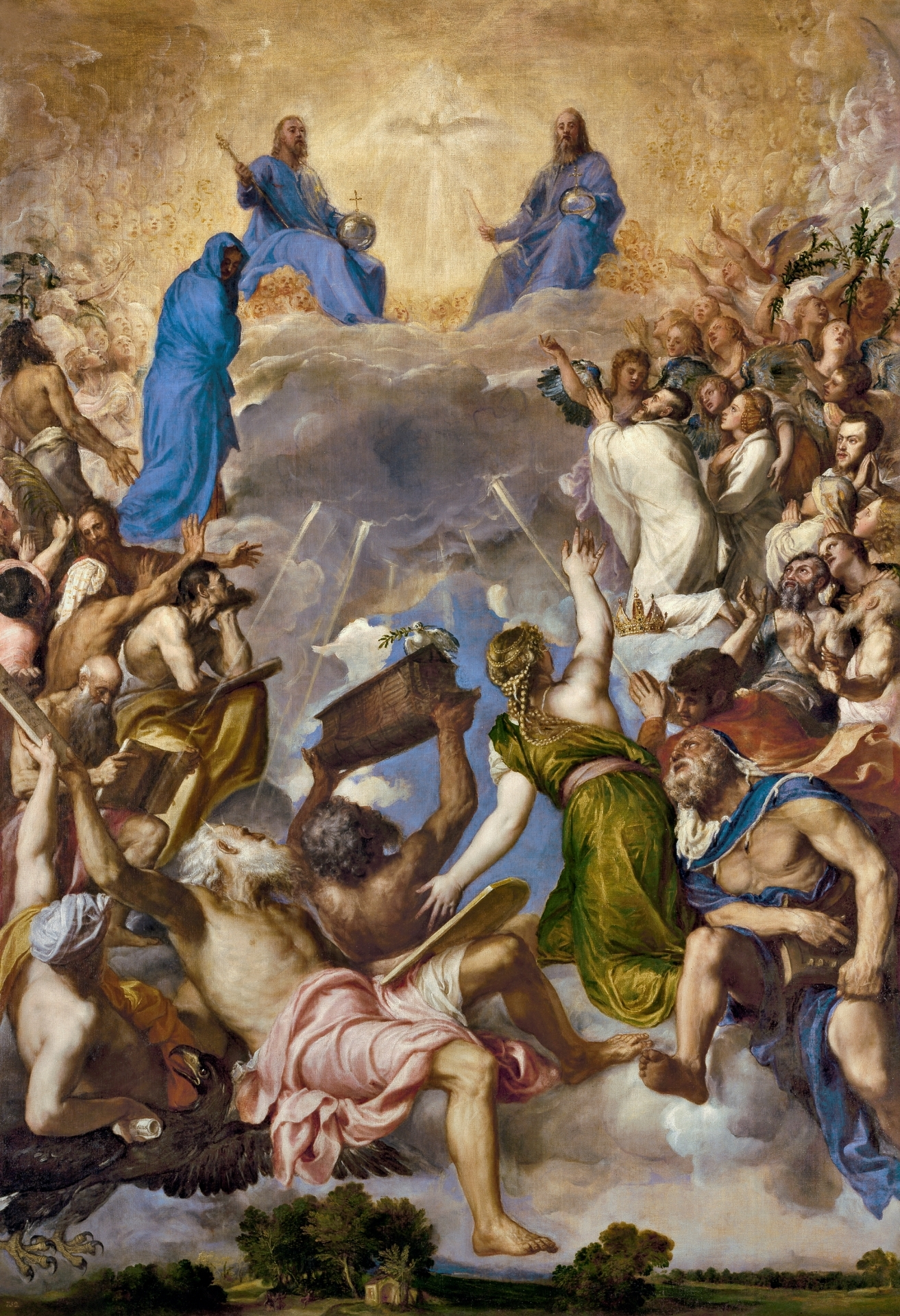
La Gloria (Tiziano)

- Madonna col Bambino tra i santi Antonio da Padova e Rocco, 1511 circa
- Madonna tra i santi Giorgio e Dorotea, 1516 circa
- Baccanale degli Andrii, 1523–1524
- Ritratto di Federico II Gonzaga, 1529
- Ritratto di Carlo V con il cane, 1533
- Ritratto di Filippo II in armatura, 1550-1551
- Danae, 1553
- Venere e Adone, 1553-1554
- La Gloria 1551-1554

Paolo Veronese
- Disputa di Gesù con i dottori del Tempio, 1560 circa
- Venere e Adone, 1580
- Mosè salvato dalle acque, 1580 circa

### Scuola olandese e fiamminga
Sconosciuto
- Fonte della Grazia, 1440-1450

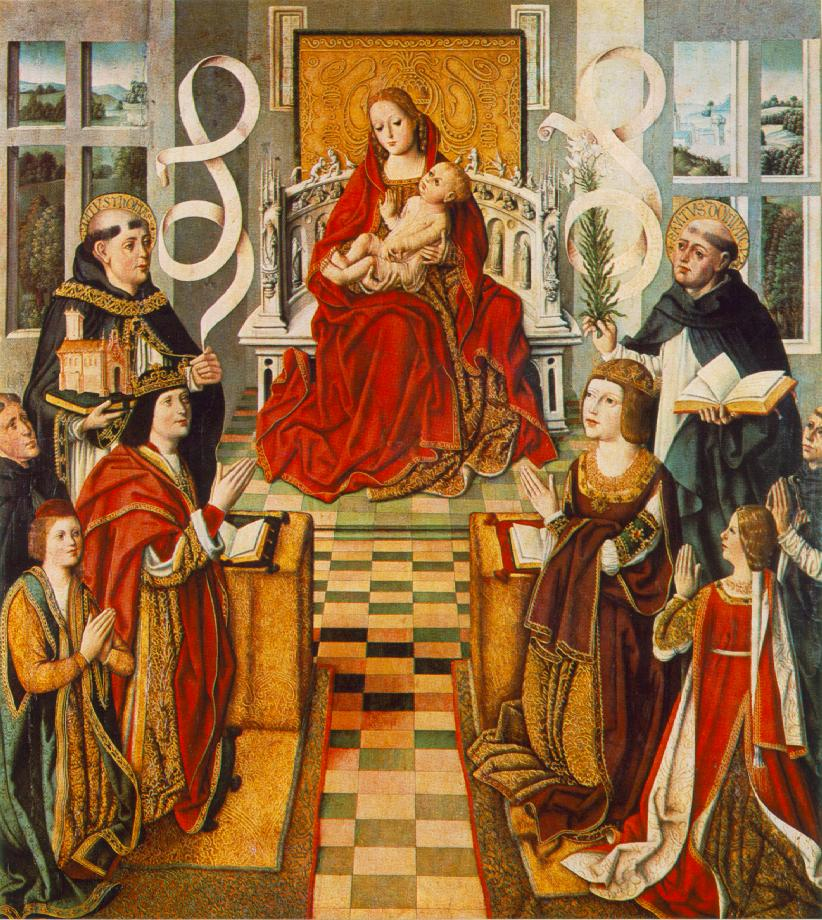
Madonna dei Re Cattolici, pittura del 1491-1493; Ferdinando II e il principe Giovanni alla destra della Madonna e Isabella alla sinistra

- Madonna dei Re Cattolici, 1491-1493

Hans Memling
- Trittico dell'Adorazione dei Magi, 1470-1472

Dieric Bouts
- Trittico della vita della Vergine, 1445 circa

Hieronymus Bosch
- Giardino delle delizie, 1480-1490 circa
- Trittico dell'Adorazione dei Magi, 1485-1500
- Estrazione della pietra della follia, 1494 circa
- Carro di fieno, 1500-1502
- Tentazioni di sant'Antonio, 1500-1525
- Sette peccati capitali, 1500-1525

Rembrandt Harmenszoon Van Rijn
- Artemisia riceve le ceneri di Mausolo, 1634

Bruegel il Vecchio
- Trionfo della Morte, 1562 circa
- Festa di san Martino, 1565-1568 circa

Robert Campin
- Sposalizio della Vergine, 1420-1430 circa
- Annunciazione, 1430 circa
- Pala Werl (frammenti), 1438

Gerard David
- Riposo durante la fuga in Egitto, 1515 circa

Joachim Patinir
- Passaggio agli Inferi, 1515-1524 circa

Peter Paul Rubens
- Giardino d'amore, 1632-1633 circa
- Ratto di Ganimede, 1636-1638
- Origine della Via Lattea, 1636-1638
- Diana e Callisto, 1637-1638
- Giudizio di Paride, 1638-1639?

Rogier van der Weyden
- Madonna Durán, 1435-1438
- Deposizione, 1435

Antoon van Dyck
- Cattura di Cristo, 1620
- Autoritratto con Sir Endymion Porter, 1635 circa

### Scuola tedesca
Albrecht Dürer
- Autoritratto con guanti, 1498
- Adamo ed Eva, 1507

## Mostre temporanee
Il museo ospita, oltre alle collezioni permanenti, anche mostre temporanee con opere conservate nei suoi depositi o ottenute col prestito intermuseale.
Nell'ottobre 2020 è stata aperta la mostra temporanea Invitadas. Fragmentos sobre mujeres, ideología y artes plásticas en España (1833-1931) curata da Carlos G. Navarro. Tra le opere esposte il Nudo di donna di Aurelia Navarro Moreno, pittrice spagnola che nel 1923 si chiuse in convento.